# Б'ярне Ройтер
Б'ярне Ройтер (дан. Bjarne Reuter нар. 29 квітня 1950, Копенгаген, Данія) — данський письменник і сценарист, відомий своїми книгами для дітей та юнацтва. Багато його робіт описують події з 50-х та 60-х років XX ст. — часу, коли сам автор був дитиною. Також багато подій відбуваються в Копенгагені — місті, де він народився. 

## Кар'єра
Ройтер є сценаристом данського телесеріалу «Busters verden» («Світ Бастера»). 1977 року отримав премію Міністерства культури Данії за найкращу дитячу книгу. 2000 року отримав премію Німецької дитячої літератури за книгу німецькою мовою En som Hodder (1998). Популярність Б'ярна Рейтера означала, що він був автором, який отримував найбільше бібліотечних грошей (данською мовою —  bibliotekspenge) щороку в період 1999-2020 років. Цей бібліотечний гонорар, який також називають бібліотечними грошима, — це те, що автор у Данії щорічно отримує за свої книжки, видані читачам у данських бібліотеках.
2002 та 2004 року був фіналістом на отримання Премії Андерсена.

## Твори
- 1975 Викрадення (дитяча книга)
- 1975 Rent guld i posen (дитяча книга)
- 1976 En dag i Hector Hansens liv
- 1976 Ridder af skraldespanden (дитяча книга)
- 1976 Rottefængeren fra Hameln (дитяча книга)
- 1977 Den største nar i verden (дитяча книга)
- 1977 Det skøre land (дитяча книга)
- 1977 Eventyret om Hu (дитяча книга)
- 1977 Skønheden og uhyret (дитяча книга)
- 1977 Tre engle og fem løver (дитяча книга)
- 1977 Zappa, en kaldblodig hore
- 1978 De seks tjenere (дитяча книга)
- 1978 Den utilfredse prins (дитяча книга)
- 1978 Drengen der ikke kunne blive bange (дитяча книга)
- 1978 Slusernes kejser
- 1979 Busters verden (дитяча книга)
- 1979 Børnenes julekalender (дитяча книга)
- 1979 Den fredag Osvald blev usynlig (дитяча книга)
- 1979 Rejsen til morgenrødens hav (дитяча книга)
- 1979 Støvet på en sommerfugls vinge
- 1980 Før det lysner (дитяча книга)
- 1980 Kolumbine & Harlekin (дитяча книга)
- 1980 Kys stjernerne (дитяча книга)
- 1980 Сюзанна і Леонард
- 1981 Knud, Otto og Carmen Rosita
- 1981 Skibene i skovene
- 1982 Abdulahs juveler (дитяча книга)
- 1982 Det forkerte barn (короткі оповідання)
- 1982 Hvor regnbuen ender (дитяча книга)
- 1982 Østen for solen og vesten for månen (дитяча книга)
- 1983 Casanova
- 1983 Når snerlen blomstrer
- 1984 Malte-Pøs i Den Store Vide Verden (дитяча книга)
- 1984 Tre skuespil (драма)
- 1984 Tropicana
- 1985 Bundhu
- 1985 Da solen skulle sælges (дитяча книга)
- 1985 Shamran - den som kommer
- 1986 De andre historier (короткі оповідання)
- 1986 En tro kopi
- 1986 Natten i Safarihulen (дитяча книга)
- 1987 Den dobbelte mand
- 1987 Drømmenes bro (дитяча книга)
- 1987 Os to, Oskar... for evigt (дитяча книга)
- 1987 Vendetta
- 1988 Den cubanske kabale
- 1988 Månen over Bella Bio
- 1989 Den skæggede dame (дитяча книга)
- 1989 Peter Pan (дитяча книга)
- 1989 Vi der valgte mælkevejen
- 1990 3 til Bermudos
- 1990 Mig og Albinoni
- 1991 Drengene fra Sankt Petri
- 1991 Lola
- 1992 7.A.
- 1992 En rem af huden
- 1992 Kaptajn Bimse & Goggeletten (дитяча книга)
- 1993 Den korsikanske bisp
- 1993 Johnny & The Hurricanes
- 1994 Anna Havanna (дитяча книга)
- 1995 Langebro med løbende figurer
- 1996 Anna Havanna, Kaptajn Bimse og alle de andre (дитяча книга)
- 1996 Ved profetens skæg
- 1997 Fakiren fra Bilbao
- 1998 En som Hodder (дитяча книга)
- 1998 Mikado
- 1999 Mordet på Leon Culman
- 1999 Under kometens hale
- 1999 Willys fars bil (дитяча книга)
- 2000 Prins Faisals ring
- 2002 Barolo Kvartetten
- 2002 Kaptajn Bimse i Saltimbocca (дитяча книга)
- 2003 Kaptajn Bimses jul (дитяча книга)
- 2004 Løgnhalsen fra Umbrien
- 2006 Halvvejen til Rafael (роман)
- 2007 Skyggernes hus
- 2008 Fem
- 2008 Den iranske gartner
- 2010 Den egyptiske tenor